# 조선 (잡지)

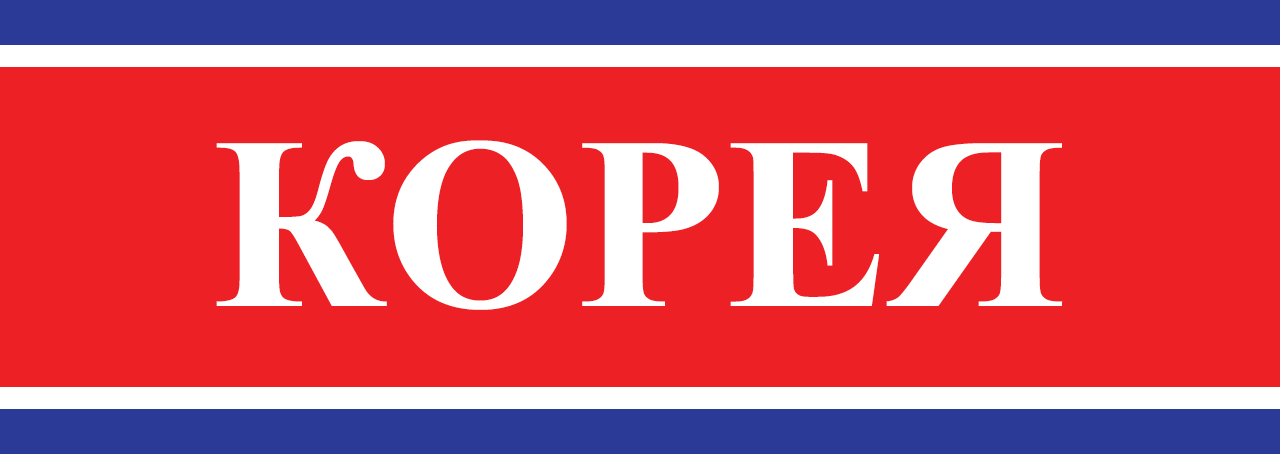

조선(朝鮮)은 조선민주주의인민공화국의 잡지로 40쪽 가량의 컬러 화보이다.

## 설명
이 잡지를 만드는 외국문종합출판사는 조선이 자랑하고 있는 미담을 소개한 화첩들과 질 좋은 달력과 우편엽서, 대외출판물들을 발행하고 있으며 1947년에 창설해 평양시 대동강구역에 있다. 《조선》은 월간으로 발행하며 아트지로 발간한다. 이 때문에 중질지로 발간하는 《천리마》, 《금수강산》과 달리 종이의 품질이 높다.
잡지의 표지에는 체제 찬양과 정치적 내용이 들어 있는 사진이 보이고, 조선민주주의인민공화국 국민들이 일하는 모습이 게재되어 있다. 내용은 체제 선전과 정치적 내용, 미담과 주요 근로자의 인터뷰 기사로 구성되어 있는데 과격하고 딱딱한 내용이 많은 편이다.
조선민주주의인민공화국 사람들은 이 잡지가 도서관이나 책방에 비준하고 있어서 쉽게 취득할 수 있으며 사진이 있는 잡지는 가위로 오려서 집안에 장식물로 쓰이는 경우가 많다고 한다. 사진의 품질이 좋다.
또 《조선》은 7개의 외국어로, 《금수강산》은 러시아어와 영어, 중국어판으로 번역되어 판매하고 있으며, 인터넷 웹사이트인 내나라에서도 이 잡지의 기사가 전재되어 기사들을 읽을 수 있게 하고 있다.
한편 여행사에서 조선민주주의인민공화국의 중앙 신문의 하나인 《로동신문》과 함께 잡지 《조선》도 무료로 판매하고있다.